# Шушары (станция метро)
«Шуша́ры» — южная конечная станция пятой (Фрунзенско-Приморской) линии Петербургского метрополитена. Расположена южнее станции «Дунайская». За станцией «Шушары» расположено электродепо «Южное». Открыта 3 октября 2019 года в составе участка «Международная» — «Шушары». Является самой южной станцией в городе. Наряду со станциями «Девяткино» и «Рыбацкое» является станцией, расположенной за СПбКАД.
Поскольку станция является конечной с береговыми платформами и переходным мостиком в пределах платформы, на ней в штатной (обычной, без происшествий и/или неисправностей) работе допускается осаживание поезда (движение назад, при котором машинист не покидает кабину управления) для совмещения дверей поезда и проёмов в ограждении мостика. Также осаживание допускается на станциях закрытого типа.

## Название
Станция названа по внутригородскому муниципальному образованию «Шушары» и промзоне «Шушары».
Проектное название станции — «Южная» (по находящейся вблизи Южной ТЭЦ). 26 ноября 2008 года Топонимическая комиссия Санкт-Петербурга рассмотрела несколько вариантов названия станции. Название «Автозаводская» было отклонено в связи с тем, что оно плохо связано с конкретной территорией (кластер автомобильного производства располагается также на севере Санкт-Петербурга), а также во избежание лишнего дублирования названий станций Московского метрополитена. Название «Южная» было отклонено, так как оно ассоциировалось бы с расположенной рядом Южной ТЭЦ, которая является стратегическим объектом, чья топонимическая «демаскировка» является неприемлемой. Было рекомендовано название «Шушары» в связи с расположением в посёлке Шушары и промзоне «Шушары». Название «Шушары» было также поддержано Петербургским метрополитеном и утверждено в апреле 2009 года.
В январе 2014 года было предложено присвоить станции название «Ленинградская» или «Блокадная» в память о блокаде города, продолжавшейся с 1941 по 1944 год, однако член Топонимической комиссии Санкт-Петербурга Андрей Рыжков выразил сомнение в необходимости увековечивания блокады в названии новой станции.
В 2020 году Топонимическая комиссия Санкт-Петербурга не поддержала предложение о переименовании станции в «Колпинскую».

## История строительства
23 января 2014 года был произведён запуск тоннелепроходческого комплекса для строительства двухпутного тоннеля от «Шушар» в сторону станции «Дунайская». 20 декабря 2014 года проходка тоннеля была завершена. В июне 2015 года была завершена прокладка тоннеля на всем участке от станции «Международная» до станции «Шушары». Протяжённость участка составляет 5,23 км, из которых 3,7 км — это двухпутный тоннель с внешним диаметром 10,3 м. До того времени ни в одном из российских метрополитенов, а также метрополитенов на постсоветском пространстве такие тоннели не строились. Использовавшийся тоннелепроходческий щит после реконструкции был переведён на строительство новых станций линии 3 (на которой в 2018 заработал двухпутный тоннель).

## Переносы сроков
2 сентября 2010 года было проведено совещание правительства по развитию метрополитена, которое проходило под руководством Валентины Матвиенко. На нём было сказано, что предполагаемыми сроками строительства второй очереди радиуса, в который войдёт эта станция, являются 2013—2017 годы.
16 июля 2013 года Комитет по развитию транспортной инфраструктуры объявил, что станция метро «Шушары» откроется в 2017—2018 годах в составе второй очереди Фрунзенского радиуса «Международная» — «Шушары».
В декабре 2017 года Комитет по развитию транспортной инфраструктуры объявил, что станция метро «Шушары» откроется в мае 2018 года. В январе 2018 года были высказаны опасения, что в мае 2018 года может открыться только электродепо «Южное», а станции «Проспект Славы», «Дунайская» и «Шушары» будут достраиваться до конца 2018 года. В октябре 2018 года было объявлено, что открытие новых станций Фрунзенско-Приморской линии переносится с 2018 года на более поздние сроки.
20 февраля 2019 года компания «Метрострой» объявила, что официальный срок сдачи станции — 1 июля 2019 года, что было подтверждено главой КРТИ Сергеем Харлашкиным. 14 марта 2019 года стало известно, что Правительство Петербурга выделит 2 млрд рублей на достройку Фрунзенского радиуса, а контракт продлят до 31 августа. Тем не менее, 1 июля 2019 года станция открыта не была.
Первая торжественная церемония открытия станции в составе комплекса «„Проспект Славы“ — „Шушары“» была проведена 5 сентября 2019 года, когда по новому участку линии запустили движение поездов без пассажиров. 30 сентября 2019 года было объявлено о завершении тестового режима эксплуатации, 1 октября 2019 года Ростехнадзором было выдано заключение о соответствии построенного объекта проектной документации. Вторая торжественная церемония и открытие станции состоялись 3 октября 2019 года в 17:00.

## Пассажиропоток
За первый месяц работы (3.10—3.11) по станции прошло около 120 тысяч человек, около 4 тысяч в день. «Шушары» имеют самый маленький пассажиропоток в Санкт-Петербурге[когда?]

.

## Сооружения и расположение
Станция «Шушары» — наземная крытая с выездом в депо, в Петербурге аналогичным образом устроены близлежащие станции «Купчино» и «Рыбацкое», а также станции «Парнас» и «Девяткино».
Интерьеры станции «Шушары» изначально планировалось посвятить автомобильной тематике, используя для этого в оформлении витражи на тему «скорость» и «гонки» (что было обусловлено находящимися рядом автомобильными заводами), однако осенью 2018 года КРТИ принял решение отказаться от художественного остекления станции для снижения стоимости её строительства. В 2024 году витражи всё же были смонтированы, но на тематику карело-финского эпоса «Калевала».
За станцией расположены перекрёстный съезд и пути в электродепо  ТЧ-7 «Южное».

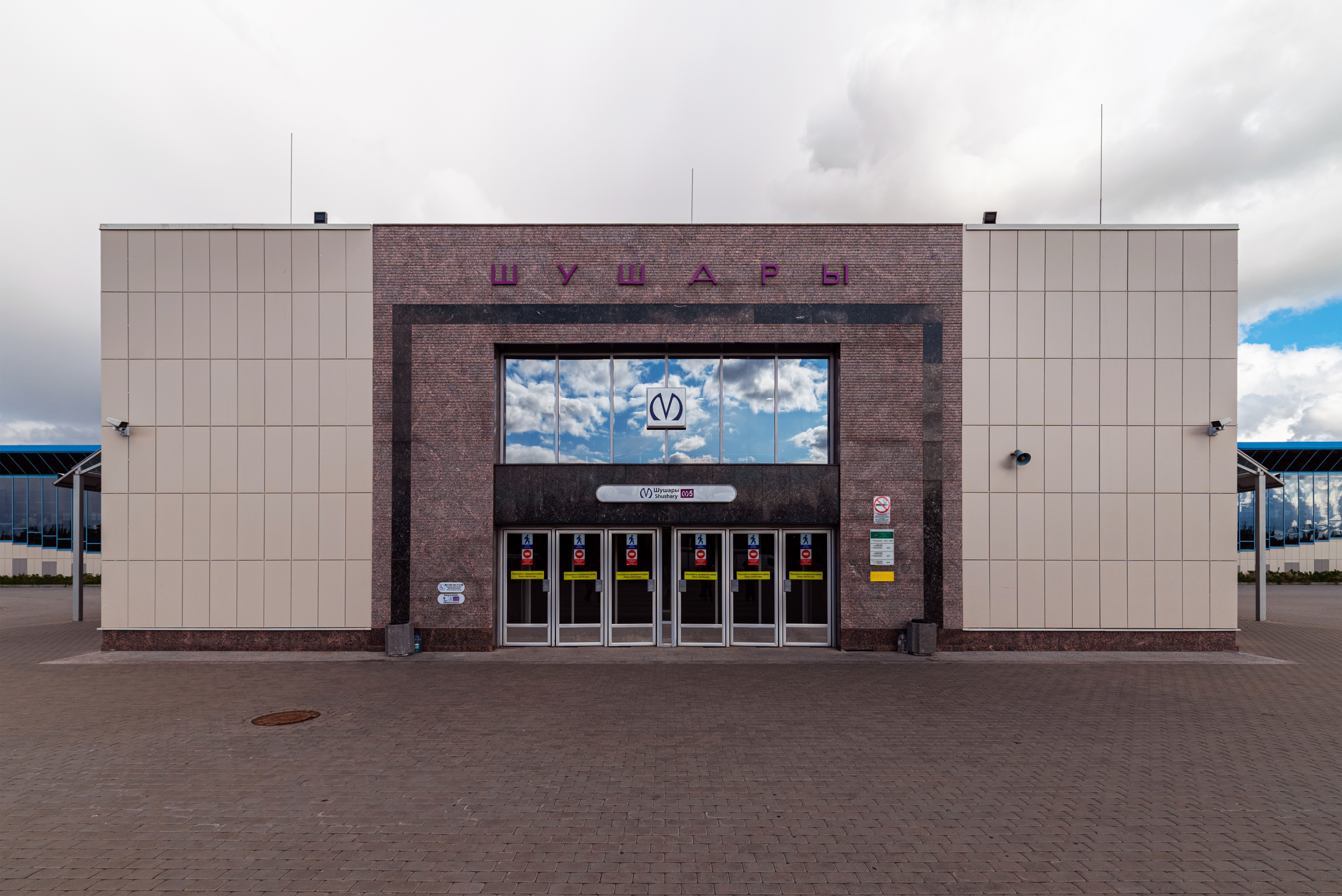
Вход на станцию
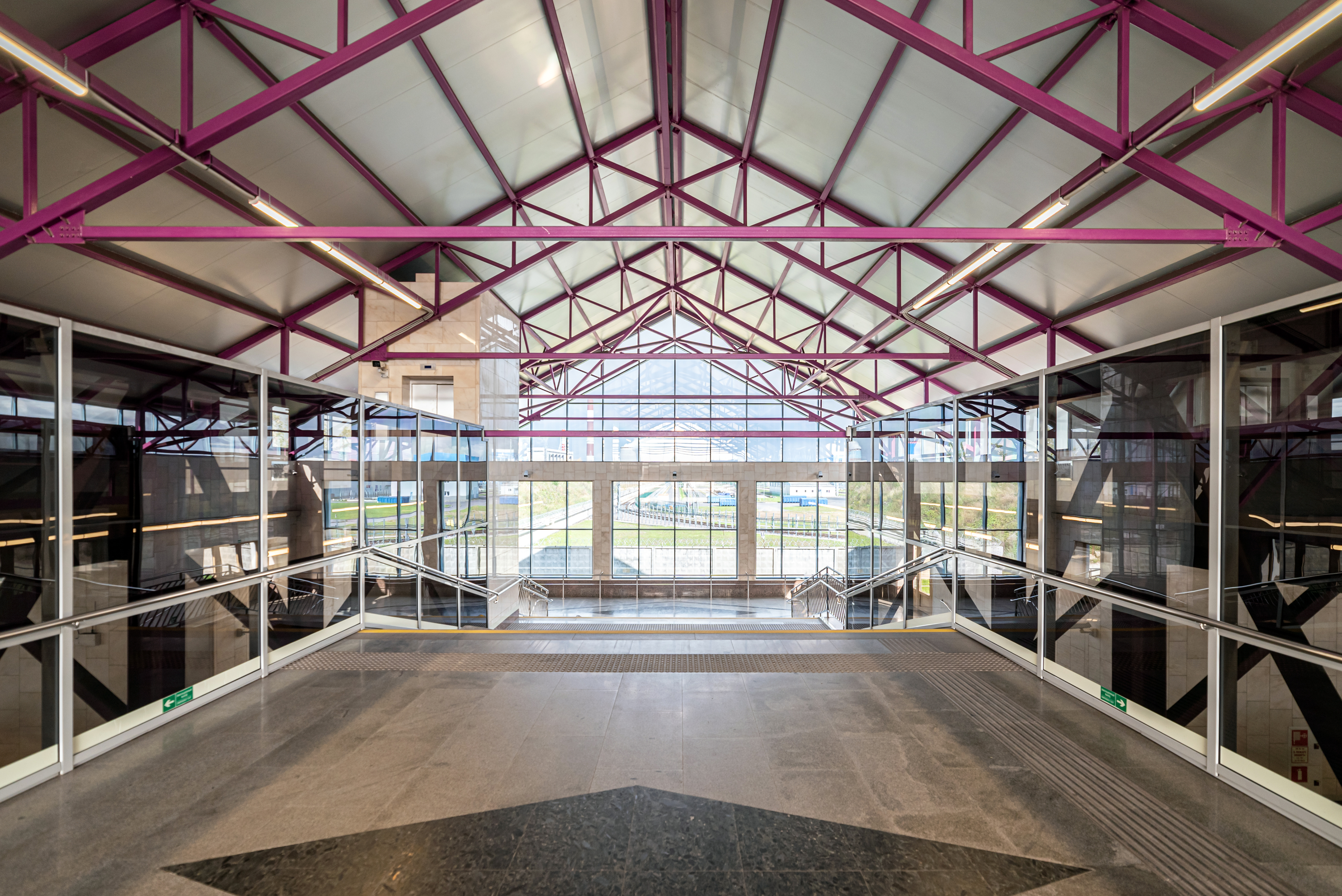
Мост над путями
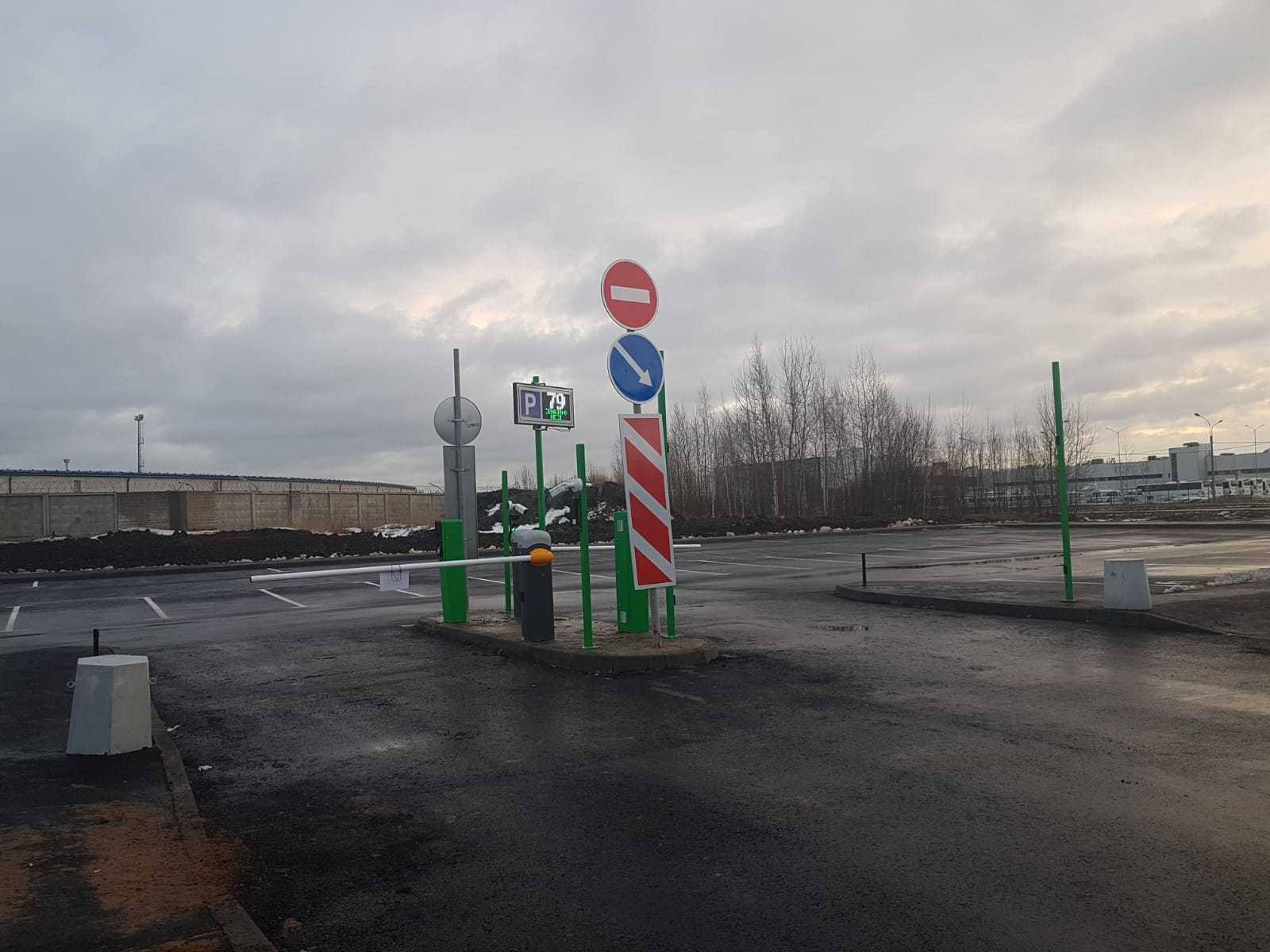
Въезд на парковку

Станция находится в нежилой промзоне «Шушары» на значительном удалении от активно застраивающейся жилой части посёлка Шушары, которая расположена ближе к метро «Купчино». Новая станция окружена автозаводами Toyota и Hyundai (последний ранее принадлежал General Motors) и Южной ТЭЦ-22. В теоретической пешей доступности к северу находятся жилые массивы района Купчино по Малой Балканской улице, но прямой путь туда перекрыт трассой КАД и железной дорогой Южной портовой ветви. Расположенная неподалёку существующая развязка Софийской улицы и КАД не приспособлена для лёгкого автомобильного доступа к новой станции, в связи с чем планируется[когда?]

 её расширение. Для доступа к станции на начальном этапе сделан светофор с разворотом у примыкания Софийской и Автозаводской улиц. Также существуют планы по созданию[когда?]

 вокруг станции «Шушары» транспортно-пересадочного узла.
У станции располагается перехватывающая автостоянка на 79 машиномест[значимость факта?].

## Наземный транспорт

### Автобусные маршруты
| №   | Пересадки                  | Конечный пункт 1 | Конечный пункт 2       |
| --- | -------------------------- | ---------------- | ---------------------- |
| 254 | -                          | Шушары           | Пушкин, Полоцкая улица |
| 287 | Звёздная Дунайская Купчино | Звёздная улица   | Звёздная улица         |
| 324 | -                          | Шушары           | Совхоз им. Тельмана    |
| 330 | -                          | Шушары           | Колпино                |